# Жанкарлос Канела
Жанкарлос Канела (на английски: Jencarlos Canela) е кубино-американски актьор, певец, музикант и текстописец.

## Биография и творчество
Жанкарлос Канела е роден на 11 април 1988 г. Живее в Маями, Флорида.
Най-известните му сингли са „Amor Quédate“, „Búscame“, „Un Nuevo Día“ и „Mi Corazon Insiste“, „Tu Cuerpo“, а най-известните му албуми са „Búscame“ (2009) и „Un Nuevo Día“ (2011).
През 2008 г. печели наградата „Най-секси латино мъж“. На 16 януари 2009 г. Канела подписва договор с „Telemundo“.
Най-известен е с ролята си като Анхел Салвадор/Салвадор Домингес в теленовелата „Дявол с ангелско сърце“ (Más Sabe El Diablo). Други известни роли изпълнява в „Сърцето ми настоява“ (Mi Corazon Insiste) (2011) и „Pasión Prohibida“ (2013)